# Klaus F. Rabe
Klaus Friedrich Rabe (* 23. November 1957 in Neuss) ist ein deutscher Wissenschaftler und Mediziner mit den Fachgebieten Innere Medizin, Allergologie, Pneumologie.

## Leben
Klaus Rabe studierte Medizin an der Universität Hamburg und erhielt seine Ausbildung am Marienkrankenhaus Hamburg, am Universitätsklinikum Eppendorf und am Krankenhaus Großhansdorf. Nach einem Forschungsaufenthalt am National Heart and Lung Institute in London folgte er 1998 dem Ruf auf eine Professur an der Universität Leiden. Dort stand er zunächst der Abteilung Pneumologie und später der Medizinischen Fakultät vor.
2010 übernahm Rabe die Position des Ärztlichen Direktors und Medizinischen Geschäftsführers am Krankenhaus Großhansdorf. Gleichzeitig erhielt er eine W3-Stiftungsprofessur für Innere Medizin/Pneumologie an der Universität Kiel.
Klaus Rabe ist der Bruder des Physikers Jürgen P. Rabe.
2019 wurde Rabe gemeinsam mit Erika von Mutius, Werner Seeger und Tobias Welte vom Deutschen Zentrum für Lungenforschung der Balzan-Preis für ihre Arbeiten zur Pathophysiologie der Atmung zugesprochen.

## Wissenschaftliche Tätigkeiten
Rabe ist Mitherausgeber einer Reihe medizinisch-wissenschaftlicher Fachzeitschriften. Zudem engagiert er sich in pneumologischen Fachgesellschaften: 2011–2012 war er Präsident der European Respiratory Society (ERS), seit 2017 ist er Präsident der Deutschen Gesellschaft für Pneumologie und Beatmungsmedizin (DGP).
Das Forschungsinteresse Rabes liegt auf klinischen Studien auf dem Gebiet der Volkskrankheiten Asthma und COPD sowie den Mechanismen der Atemwegsentzündung und der endoskopischen Stadienbestimmung beim Lungenkrebs. Er hat mehr als 400 Aufsätze in Fachzeitschriften mit Peer-Review veröffentlicht. Einer der einflussreichsten Aufsätze ist eine Zusammenfassung der Global Initiative for Chronic Obstructive Lung Disease (GOLD) aus dem Jahr 2007, die laut Web of Science häufiger als 3000-mal zitiert wurde.
Seit 2011 ist Rabe Vorstandsmitglied des Deutschen Zentrums für Lungenforschung (DZL) sowie Direktor des DZL-Standortverbunds Airway Research Center North (ARCN). Klaus Rabe ist Mitglied des Vorstands des DFG-Exzellenzclusters Precision Medicine in Chronic Inflammation an der Universität Kiel.